# Iwan Sztyl
Iwan Aleksandrowicz Sztyl (ros. Иван Александрович Штыль; ur. 8 czerwca 1986 r. w Komsomolsku nad Amurem) – rosyjski kanadyjkarz, brązowy medalista igrzysk olimpijskich, szesnastokrotny mistrz świata i czternastokrotny Europy, dwukrotny złoty medalista uniwersjady.

## Igrzyska olimpijskie
Na igrzyskach zadebiutował w 2012 podczas igrzysk olimpijskich w Londynie. Wziął udział w jednej konkurencji. W jedynce na 200 metrów zdobył brązowy medal, przegrywając na mecie z Ukraińcem Jurijem Czebanem o 0,562 sekundy oraz Litwinem Jevgenijusem Šuklinasem o 0,061 sekundy.